# Tau Phoenicis
Tau Phoenicis är en gul jätte i stjärnbilden Fenix.
Stjärnan har visuell magnitud +5,70 och är synlig för blotta ögat vid god seeing. Den befinner sig på ett avstånd av ungefär 595 ljusår.